# Катастрофа Saab 340 в Амстердаме
Катастрофа Saab 340 в Амстердаме — авиационная катастрофа, произошедшая 4 апреля 1994 года. Авиалайнер Saab 340B авиакомпании KLM Cityhopper выполнял плановый рейс KL433 по маршруту Амстердам—Кардифф, но через 11 минут после взлёта лишился тяги двигателя №2 (правого). Экипаж развернул самолёт для аварийной посадки в Амстердаме, но при заходе на посадку лайнер неожиданно накренился вправо и рухнул на землю в 3 метрах от взлётной полосы. Из находившихся на его борту 24 человек (21 пассажир и 3 члена экипажа) погибли 3, ещё 9 получили ранения.

## Самолёт
Saab 340B (регистрационный номер PH-KSH, серийный 195) был выпущен в 1990 году (первый полёт совершил 19 мая под тестовым б/н SE-F95). 25 июня того же года был передан авиакомпании KLM Cityhopper, в которой получил имя City of Hamburg. Оснащён двумя турбовинтовыми двигателями General Electric CT7-9B. На день катастрофы налетал 6558 часов.

## Экипаж
Состав экипажа рейса KL433 был таким:
- Командир воздушного судна (КВС) — 37-летний Геррит Лиеваарт (нидерл. Gerrit Lievaart). Опытный пилот, проработал в авиакомпании KLM Cityhopper 2 года и 1 месяц (со 2 марта 1992 года). На командира Saab 340 был квалифицирован 23 апреля того же года. Налетал 2605 часов, 1214 из них на Saab 340.
- Второй пилот — 34-летний Паул Стассен (нидерл. Paul Stassen). Опытный пилот, проработал в авиакомпании KLM Cityhopper 2 года и 2 месяца (с 27 января 1992 года). На второго пилота Saab 340 был квалифицирован 10 марта того же года. Налетал 1718 часов, 1334 из них на Saab 340.

В салоне самолёта работал бортпроводник М. Лейдсман (нидерл. M. Leidsman).

## Хронология событий

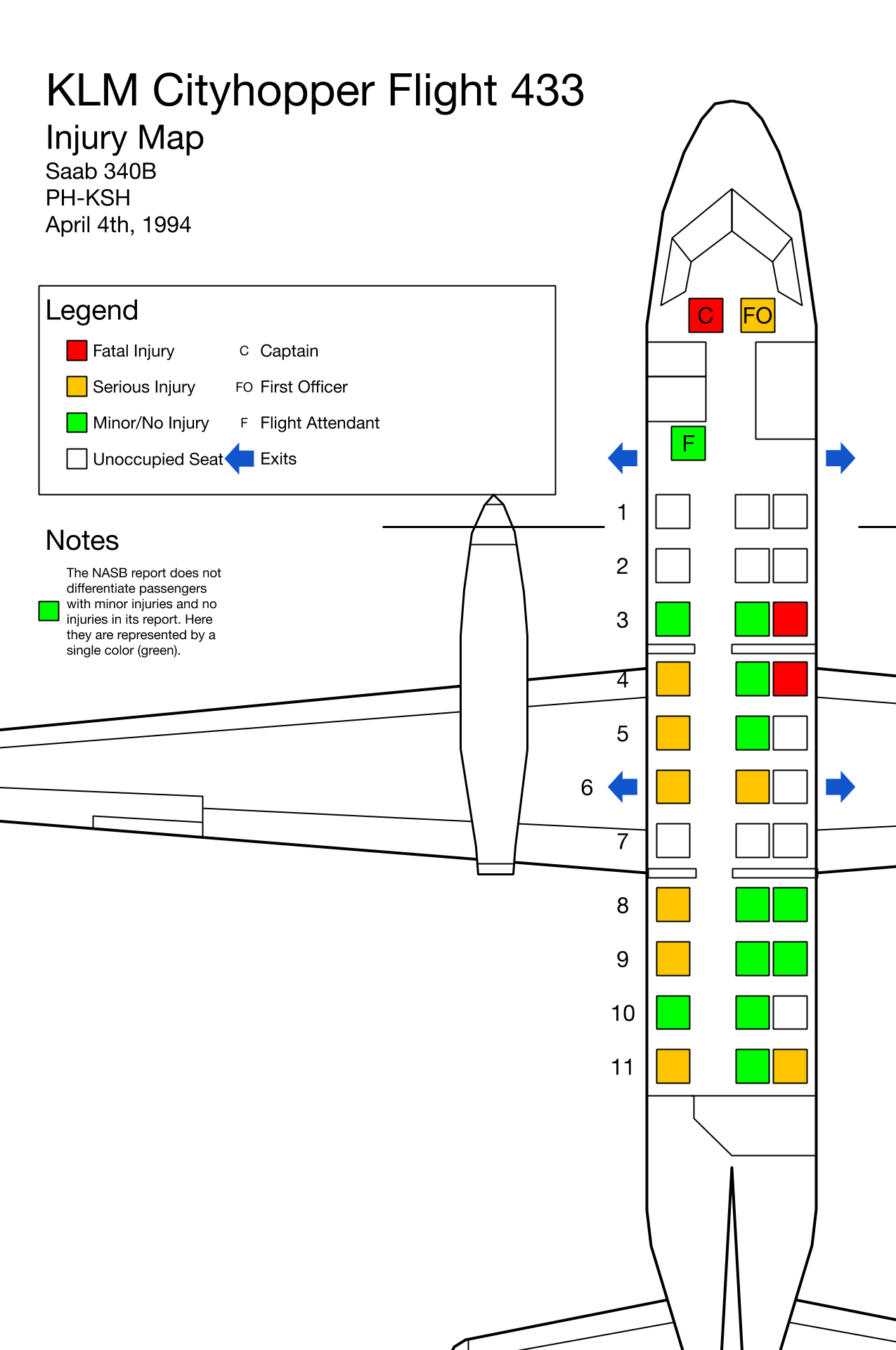
Диаграмма травм пассажиров рейса 433 (DSB) в зависимости от их местонахождения

Рейс KL433 вылетел из Амстердама в 14:19 CEST, на его борту находились 3 члена экипажа и 21 пассажир.
В 14:30, через 11 минут после взлёта, во время набора высоты с эшелона FL165 (5050 метров) на эшелон FL200 (6100 метров) в кабине экипажа прозвучал сигнал об отказе двигателя №2 (впоследствии выяснилось, что сигнал был ложным (он был вызван коротким замыканием) и никаких проблем с двигателем не было). После срабатывания сигнала КВС тут же уменьшил мощность двигателя №2 и забыл об этом. Из-за того, что двигатель №2 находился в режиме малого газа, самолёт начал терять высоту, но пилоты восприняли это как поломку двигателя №2 и в 14:33 приняли решение развернуть самолёт для аварийной посадки в Амстердаме.
При подлёте к ВПП №06 из-за того, что лайнер летел на одном двигателе №1, пилоты заметили, что самолёту не хватает скорости для того, чтобы долететь до ВПП. Для быстрого набора скорости командир увеличил мощность двигателя №1, но это привело к крену самолёта вправо. Крен вправо дошёл до 90°, лайнер вошёл в сваливание и в 14:46 CEST рухнул на землю в 3 метрах справа от взлётной полосы и полностью разрушился. Из находившихся на борту самолёта 24 человек погибли 3 — 1 член экипажа (КВС) и 2 пассажира; ещё 9 человек получили ранения — 1 член экипажа (второй пилот; в результате катастрофы он заболел амнезией) и 8 пассажиров.

## Расследование
Расследование причин катастрофы рейса KL433 проводил Совет по безопасности Нидерландов (DSB).
Окончательный отчёт расследования был опубликован в октябре 1995 года.

## Культурные аспекты
Катастрофа рейса 433 KLM Cityhopper показана в 19 сезоне канадского документального телесериала Расследования авиакатастроф в серии Фатальная посадка.